# Little Willie Jackson
Little Willie Jackson (* 1912 in Texas; † 1998) war ein US-amerikanischer Jazz- und Rhythm-&-Blues-Musiker (Alt- und Baritonsaxophon, auch Klarinette, Gesang), der vorwiegend im Raum Los Angeles aktiv war.

## Leben und Wirken
Willie E. Jackson jr. spielte Mitte der 1930er-Jahre mit dem Pianisten Joe Liggins bei den Creole Serenaders in San Diego. Ende des Jahrzehnts zogen Jackson und Liggins nach Los Angeles, wo die beiden Mitte der 1940er-Jahre die Formation The Honeydrippers gründeten. Die Band hatte mit „The Honeydripper“ 1945 einen Nummer-1-Hit in den R&B-Charts, den ersten Millionenseller des Rhythm & Blues. Jackson fungierte gelegentlich auch als Sänger der Honeydrippers, wie bei der Single „Walkin'“, die 1946 für das Label Exclusive entstand. 1947 nahm die Liggins-Band sechs Titel wie I Ain't Got Nobody und Don’t Get Around Much Anymore unter nomineller Leitung Jacksons für Modern Records auf. Jackson spielte bis Mitte der 1950er-Jahre bei Liggins. Nach Tom Lord war er zwischen 1945 und 1973 an 25 Aufnahmesessions beteiligt.
Mitte der 1950er-Jahre nahm Jackson seine letzte Soloplatte auf, „Who Put the Lights Out“, mit der Pianistin Christine Chatman, die bei Personality erschien. 1962 wirkte er erneut bei einem Album von Joe Liggins & The Honeydrippers mit, außerdem nahm er mit ihm Ende des Jahrzehnts ein Album für das Label Spectrum von Johnny Otis auf. 1983 trat er mit der All-Star-Formation Legends of the Rhythm & Blues in Los Angeles auf.
Jackson gehörte nach Ansicht des Allmusic zu den wenigen Künstlern des Label Modern, die näher am Jazz als die meisten anderen Musiker dieses Labels waren; sein Repertoire stammt zumeist aus Songmaterial der 1930er- und früherer Jahre, wie Spencer Williams’ „I Ain't Got Nobody“ (1915), „Muddy Water“ (1926), W. C. Handys „St. Louis Blues“ (1914) und „There’ll Be Some Changes Made“ (1921), dabei stilistisch nahe bei Cab Calloway, außerdem Instrumentalnummern wie Jackson's Boogie, Watts Local und Black and Blue, der auch von Louis Armstrong gespielt wurde.

## Diskographische Hinweise
- Jazz Me Blues (Ace)